# Глебов, Фаддей Львович
Фадде́й (Фёдор) Льво́вич Гле́бов (25 июня 1887, с. Казанка, Петропавловский уезд, Российская империя — 23 октября 1945, Шанхай, Китай) — участник Первой мировой войны и Гражданской войны в Сибири и на Дальнем Востоке. Активный политический деятель казачьей эмиграции в Китае.

## В Царской армии
Родился в поселке Казанском Пресновской станицы Петропавловского уезда.
В 1907 году поступил на военную службу рядовым в 1-й Сибирский казачий атамана Ермака Тимофеева полк. Был ординарцем командира полка, полковника П. Н. Краснова, впоследствии — Донского атамана. Глебов отмечен в мемуарах Краснова. Окончив полковую школу, в 1911 г. Глебов произведён в урядники. В том же 1911 году в чине урядника вышел на льготу. В Первую мировую войну был мобилизован в 4-й Сибирский казачий полк. В начале войны некоторое время состоял в личном конвое генерала Самсонова.
В 1914 г. в районе города Сейны вывел из окружения взвод казаков-квартирьеров. Получил Георгиевскую медаль IV ст. и чин вахмистра. В сентябре 1915 г. произведён в подхорунжие, став командиром взвода в 4-м Сибирском казачьем полку. Все перечисленные повышения в званиях и по службе, включая офицерские чины прапорщика (октябрь 1916 г.) и хорунжего (1917 г.), Глебов получил за умение вести боевые действия и личный героизм, проявленные им в войне 1914—1917 гг.
К 1918 году он имел четыре ранения, Георгиевские кресты всех степеней и орден Св. Георгия 4-й степени

## Восточный фронт Русской армии
В июне 1918 г. сразу же после свержения советской власти в Петропавловске, Глебов начал формирование в своей родной станице Пресновской 5-й сотни для новой 1-й Сибирской казачьей дивизии — в которой он вскоре стал командовать 1-й сотней, составившей в Омске основу местного гарнизона. Глебов способствовал перевороту и приходу адмирала Колчака к власти.
В 1919 г. назначен помощником командира 1-го Сибирского казачьего полка (в июне 1919 г. полк убыл на фронт под Уфу).
6 августа 1919 г. назначен командиром 10-го Сибирского казачьего полка в 4-й Сибирской казачьей дивизии. За успешные конные атаки (у посёлка Островного и станицы Пресновской 9 сентября 1919 года) произведён в войсковые старшины, а уже в ноябре 1919 г. — в полковники. После падения Омска и крушения Восточного фронта в конце 1919 г., сохранил костяк 10-го Сибирского казачьего полка. Собрав остатки казаков, объединил их в Сибирскую казачью бригаду, во главе которой участвовал в Великом Сибирском Ледяном походе при отступлении частей Русской армии в Забайкалье.

## В Вооружённых силах Семёнова
В Чите при содействии атамана Семёнова остатки бригады были сведены в Сибирский казачий полк во главе с Глебовым (во 2-м Сибирском корпусе Дальневосточной армии), которого Семёнов вскоре произвёл в генерал-майоры. После ликвидации «Читинской пробки» войска атамана Семёнова из Забайкалья были эвакуированы в Приморье, включая сибирских казаков Глебова, который был назначен командиром сводной казачьей бригады (войск атамана Семёнова) в Гродеково.

## Глава Гродековской группы войск
Вскоре атаман Семёнов назначил генерала Глебова командующим Гродековской группой войск и произвёл в генерал-лейтенанты. Оставаясь приверженцем атамана Семёнова, генерал Глебов игнорировал приказы Меркулова и командиров Дальневосточной армии Вержбицкого и Молчанова, которые отказались подчиняться Семёнову. Однако при начале наступления войск Белоповстанческой армии генерала Молчанова на Хабаровск 11 декабря 1921 года генерал Глебов согласился принять участие в этом наступлении части Гродековской группы войск. Но затем приказал генералу Федосееву, командиру Забайкальской дивизии этой группы, вернуться в район Гродеково.
В начале декабря 1921 года Глебов решил пересмотреть свои отношения с Белоповстанческой армией Приамурья, тем более что атаман Семёнов в сентябре 1921 г. покинул Приморье, эмигрировав в Японию. С этой целью генерал Глебов прибыл во Владивосток, где был арестован 30 декабря 1921 г. и предан суду за невыполнение приказа наступать на Хабаровск в составе Белоповстанческой армии Молчанова. По приговору суда был уволен из армии, но оставался жить во Владивостоке, в предоставленном ему японскими войсками вагоне. Одновременно замещал войскового атамана Сибирского казачьего войска в период 1921—1922 гг.
С приходом к власти в Приморье генерала Дитерихса в июне 1922 года вновь назначен командующим войсками Гродековской группы, а 18 июля 1922 г. был переведён на должность командующего войсками Дальневосточной казачьей группы. В составе Земской рати принял участие в боевых действиях против красных партизан и Народно-революционной армии Дальневосточной Республики в районах Спасска и Никольск-Уссурийска. После неудачных боёв под Спасском и Монастырищами в октябре 1922 года генерал Дитерихс отдал приказ об эвакуации Никольска-Уссурийского и Владивостока, уходе всех желающих за границу. Части Дальневосточной казачьей группы генерала Глебова (3,5 тыс. штыков и сабель) участвовали в общем отступлении в направлении на Владивосток всех частей Земской рати генерала Дитерихса.

## Эмиграция
Остатки войск «земского воеводы» генерала Дитерихса и казаков генерала Глебова 24 ноября 1922 г. эвакуировались на судах Сибирской эскадры адмирала Г. К. Старка в корейский порт Гэндзан, а затем (с 7 августа по 14 сентября 1923 г.) — в Шанхай. Генерал Глебов и его войска отказались разоружиться и вплоть до 1924 г. оставались на русских судах и кораблях. 10 июля 1924 г. части Дальневосточной казачьей группы на судах вошли в устье реки Вампу, а через два дня их отряд оккупировал карантинную станцию Шанхайского порта, ставшую базой дислокации Дальневосточной казачьей группы генерала Глебова. Т. о., Дальневосточная казачья группа продолжала существовать как вооружённая войсковая часть. Глебов заявил, что не прекратит борьбы с большевиками даже тогда, когда останется один.
После передачи 14 июля 1924 года русского консульства в Шанхае представителям СССР усилилось давление на вооружённые формирования генерала Глебова (им было отказано в финансировании и в снабжении продовольствием, предпринимались попытки вытеснить из занятых помещений). Однако, в 1926-м году генералу Глебову было предложено сформировать русский волонтёрский отряд для защиты границ международного сеттльмента Шанхая до подхода английских войск. Это напрямую было связано с активизацией прокоммунистически настроенных китайцев. Русский Отряд был сформирован 21 января 1927 г. и влит в состав Шанхайского волонтёрского корпуса, охранявшего французскую концессию в Шанхае. Первым командиром отряда стал капитан 1-го ранга Н. Г. Фомин. Русский Отряд существовал в составе Волонтёрского корпуса «на особых, от других частей его, основаниях».
После разрыва сибирского казачьего генерала П. П. Иванова-Ринова с Белым движением и его возвращения в СССР, Войсковое правительство в Харбине 29 июня 1927 года признало генерала Глебова войсковым атаманом Сибирского казачьего войска.
28 января 1932 г. генерал Глебов опубликовал в шанхайских газетах обращения с призывом к русским людям пополнить ряды международных волонтёров. 1 марта 1932 г., согласно приказу по Волонтёрскому корпусу, Русский Отряд был развёрнут в Шанхайский русский полк 4-х ротного состава.
Глебов являлся членом Совета и ктитором Свято-Николаевской военно-приходской церкви, инициатором и создателем храма-памятника императору Николаю II в Шанхае.
В 1942, 1943 и 1944-м годах Глебов избирался председателем Шанхайского «Комитета защиты прав эмигрантов».
Скончался 23 октября 1945 года в Шанхае и похоронен на кладбище Лю-Кавей.